# 조 몬태나

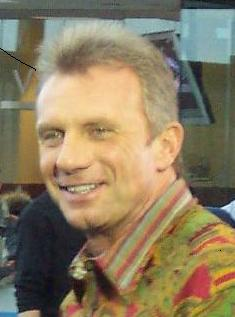
조 몬태나, 2006년.

미국의 미식축구 스포츠 스타. NFL 샌프란시스코 포티나이너스의 전설적인 쿼터백. 별명은 조 쿨(Joe Cool). 유명한 플레이는 캐치(The Catch). 얼마나 유명한 플레이인지는 'The Catch'라는 이름이 말해준다.

## 생애
미식축구 선수. 포지션은 쿼터백.
대학풋볼 최고 명문 노트르담 대학교의 출신. 테리 브래드쇼를 잇는 슈퍼볼 4회 우승의 쿼터백이자 역사상 최고의 쿼터백 중 하나로 손꼽히는 레전드 선수. 슈퍼볼 MVP도 3회 수상하였다.
같은 전설적인 쿼터백이면서도 테리 브래드쇼보다 더 높은 평가를 받는 이유는, 브래드쇼의 스틸러스는 스틸커튼이라는 별명에서 알 수 있듯이 수비와 오펜시브라인맨의 비중이 보다 부각되는 팀이었던 반면, 조 몬태나의 포티나이너스는 웨스트 코스트 오펜스로 대표되는 쿼터백의 현란한 패싱 공격이 돋보이는 팀이었기 때문이다. 정말로 몬태나가 팀을 지휘하는 것. 무엇보다도 4번 우승하면서 슈퍼볼 MVP에 3번이나 뽑혔다는 사실이 포티나이너스의 우승이 조 몬태나의 지휘능력 덕분이었다는 것을 반증한다.
이 때문에 수많은 미식축구 게임에서 NFL의 대표 선수로 이름을 올렸다. 1990년 세가가 발매한 메가드라이브의 미식축구게임이 바로 조 몬태나 풋볼이었다.
별명은 조 쿨(Joe Cool). 팀이 뒤지고 있을 때도 전혀 동요하지 않고 컴백 드라이브를 이끌던 모습이 매우 인상적이기에 이 같은 별명이 붙었다. 대표적인 사례가 종료 51초를 남겨두고서 역전을 이끌어 낸 1981년 NFC 챔피언십 게임. 당시의 플레이는 아직도 "The Catch"라는 이름의 전설적인 플레이로 기억되고, 하이라이트 필름에서 두고두고 회자된다. 그리고 종료 39초를 남기고 역전 터치다운을 성공시킨 1989년 23회 슈퍼볼 역시 마찬가지이다. 특히나 이 같은 대역전극을 끝마치고는 조 쿨이라는 별명답게 그저 환하게 웃으면서 두 팔을 번쩍 치켜드는 것이 셀레브레이션의 전부였다.
또한 이듬해인 1990년 24회 슈퍼볼에서는 당시 새롭게 떠오르던 존 엘웨이의 덴버 브롱코스를 55-10으로 그야말로 철저히 눌러버렸다. 샌프란시스코의 55점은 수퍼볼 역대 최고 득점이고, 45점이라는 점수차 역시 역대 최고 점수차로 남아있다.
무엇보다도, 몬태나는 슈퍼볼 네 경기에서 인터셉션(상대 선수에게 공을 가로채이는 것)을 하나도 내지 않았다. 실로 퍼펙트한 운영이다. 이러한 전적 때문에 당시 상대팀 선수들은 "악몽이란, 간발의 차로 이기고 있고 시간이 얼마 안 남았을 때, 조 몬태나가 필드에 들어서는 순간"이라고 할 정도였다.
아들이 두 명 있는데, 둘 다 현재 대학에서 쿼터백으로 뛰는 중. 장남 네이트 몬태나는 아버지의 모교인 노트르담에서 뛰다가 파사데나 시립대학교로 전학했다가 다시 1년간 노트르담으로 돌아왔다가 FCS 레벨로 내려가 몬태나 그리즐리스의 주전 쿼터백으로 뛰었다. 몬태나 2012 시즌에 한번 더 전학해 디비전 II 대학인 웨스트버지니아 웨슬리언에서 드디어 주전을 따내고 커리어를 마쳤다. NFL 드래프트에서 지명되지 않았고 FA계약도 하지 않은 걸로 보아 프로 진출은 힘들 듯하다. 둘째인 닉 몬태나는 2011년 워싱턴 허스키스에서 레드셔츠 시즌을 포함해 2년을 후보 쿼터백으로 있었으나 주전경쟁에서 패배, 2년제 대학에서 한 시즌을 채우고튤레인으로 전학했다.
미식축구 포지션 중에서는 그나마 피지컬이 덜 요구되는 쿼터백 포지션임을 감안해도 많이 마른 몸을 갖고 있다. 같이 샌프란시스코의 전성기를 이끌었던 전설적인 와이드 리시버 제리 라이스는 '몬태나는 종아리가 없는 남자다. 새다리다'라고 하며 놀려대기도 했다. 본인도 그걸 알고 있는지 카메라에 자기 다리를 들이대며 35년 동안 운동한 결과가 이 정도라며 농담을 하기도 했다.
2013년 2월 4일(한국시간)에 열린 슈퍼볼 샌프란시스코 포티나이너스 vs 볼티모어 레이븐스의 경기에서는 섬유표백제 'Tide' 광고에 기적의 얼룩으로 등장하였다. 슈퍼볼 광고 최고의 평을 받고 있는 중이다. 수려한 마스크와 조각같은 몸매로 여성팬들에게 인기가 많았다.